# 90e division de chars de la Garde
Pour les articles homonymes, voir 90e division.
Pour la 90e division de chars de la Garde existant entre 1985 et 1997, voir 6e division de fusiliers motorisés de la Garde.
La 90e division de chars de la Garde (en russe : 90-я гвардейская танковая дивизия, abrégé en 90 гв. тд, traduisible aussi par 90e division de tanks de la Garde), de son nom complet la 90e division de chars de la Garde « Vitebsk-Novgorod » double ordre du Drapeau rouge (90-я гвардейская танковая Витебско-Новгородская дважды Краснознамённая дивизия), est une grande unité blindée de l'armée de terre russe (n° d'unité 86274) formée en décembre 2016 dans le district militaire central.
L'actuelle 90e division russe reprend les traditions d'unités soviétiques antérieures, remontant à la Seconde Guerre mondiale : d'abord la 325e division de fusiliers de 1941 à 1943, elle est renommée successivement la 90e division de fusiliers de la Garde en 1943, la 26e division de fusiliers mécanisés de la Garde en 1946, la 38e division de tanks de la Garde en 1957, la 90e division de chars de la Garde en 1965, la 6e division de fusiliers motorisés de la Garde en 1985, la 166e brigade de fusiliers motorisés de la Garde en 1992, la 70e base de stockage d'armes et d'équipement de la Garde en 1997, finalement dissoute en 1998.

## 325edivisionde fusiliers
La 325e division de fusiliers (325-я стрелковая дивизия) de l'Armée rouge est formée le 8 septembre 1941 à Morchansk dans l'oblast de Tambov. Dans le contexte catastrophique de l'invasion allemande, elle est composée à la va-vite de conscrits (appel en avance des classes 1922 et 1923, plus rappel des ajournés et réformés) et de réservistes, peu ou pas entraînés, faiblement armés et équipés. Début décembre, la division est à Spassk-Riazanski, au sein de la 10e armée de réserve (du front de l'Ouest) et est engagée à partir du 7 décembre dans la contre-offensive d'hiver marquant la fin de la bataille de Moscou : l'armée reprend Mikhaïlov, Stalinogorsk et Plavsk, repoussant la 2e armée blindée allemande (de Guderian, la pince sud menaçant Moscou) et dégageant ainsi Toula.
À partir de février 1942, la division est affectée à la 50e armée, puis en février 1943 elle est transférée à la 21e armée (du front central), pour participer à l'offensive soviétique contre le saillant allemand autour d'Orel. Si l'offensive échoue, l'armée y obtient le titre de 6e armée de la Garde, tandis que la 325e devient la 90e division de la Garde le 18 avril 1943.
Une seconde 325e division de fusiliers (ru) est formée le 7 mai 1944, affectée au deuxième front de la Baltique.

## 90edivisionde fusiliers de la Garde
Pour la bataille de Koursk de l'été 1943, la nouvelle 90e division de fusiliers de la Garde (90-я гвардейская стрелковая дивизия) est en deuxième échelon (sur les huit lignes de défense soviétiques, composées de champs de mines, réseaux de barbelés, obstacles antichars, lignes de tranchées, points d'appui avec abris, le tout battu par l'artillerie) de la 6e armée de la Garde, dans le front de Voronej défendant le sud du saillant. Le 6 juillet, le premier échelon étant percé, la 90e division, renforcée par le 6e corps de tanks (ses chars enterrés jusqu'à la tourelle) se retrouve au contact du 48e corps blindé allemand autour de Zavidovka (ru). La division s'accroche aux rives marécageuses de la Pena les 7 et 8 juillet, mais s'en fait repousser le 11 juillet par les Großdeutschland et 3e Panzer allemandes. Le 12 juillet, la 6e armée de la Garde est lancée en contre-offensive sur le flanc gauche allemand, les 90e et 184e de fusiliers épaulées par ce qui reste des 5e corps de chars de la Garde et 10e corps de chars repoussant la 3e Panzer et la 332e division d'infanterie allemande, ce qui immobilise le front. En août, la division est engagée dans l'opération Polkovodets Roumiantsev en direction du sud, à l'ouest de Belgorod.
À l'automne 1943, la division et la 6e armée de la Garde sont envoyées comme renforts au Deuxième front de la Baltique. Puis la division passe à la 4e armée de choc du premier front de la Baltique pour l'hiver, combattant près de Nevel. Pour l'opération Bagration, la division est redéployée trois jours avant l'attaque au sein de la 6e armée de la Garde, participant à l'offensive Vitebsk-Orcha : intégrée au 22e corps de la Garde, elle perce le front tenue par la 252e division allemande le 23 juin 1944, atteignant la Dvina le 24 juin, permettant la reprise de Vitebsk et de Polotsk : en récompense, la division rajoute à son nom la mention « Vitebsk » et l'ordre du Drapeau rouge.
La division participe ensuite à l'offensive de la Baltique, de nouveau dans la 4e armée de choc, prenant Charkowchtchyna le 8 juillet, puis entrant en Lituanie, passant par Panevėžys fin juillet, Biržai à la mi-septembre et Šiauliai début octobre 1944. Puis elle est intégrée dans le troisième front biélorusse pour l'offensive de Prusse-Orientale[réf. souhaitée]. Le 1er mars 1945, elle intègre les hommes de la 378e division de fusiliers (toutes les unités soviétiques étant largement en sous-effectif), récupérant ainsi la mention « Novgorod » ainsi que l'ordre du Drapeau rouge obtenus par cette unité (lors de l'offensive Novgorod-Louga, en janvier-février 1944). En mai 1945, la 90e division de la Garde est désignée pour faire partie des forces d'occupation dans les régions qui vont être annexées par la Pologne (Mazurie, Poméranie, Neumark et Silésie).

## Guerre froide
Durant l'été 1946, l'unité devient la 26e division mécanisée de la Garde (26-я гвардейская механизированная дивизия), constituée des 83e, 84e et 85e régiments mécanisés de la Garde (anciens 268e, 272e et 274e régiments de fusiliers de la Garde) et des 6e et 48e régiments de chars. Le 85e régiment est dissout en septembre 1955. Le 25 juin 1957, nouveau changement pour être la 38e division de tanks de la Garde (38-я гвардейская танковая дивизия), constituée du 252e régiment de fusiliers motorisés de la Garde (ancien 84e régiment mécanisé), du 6e régiment de chars de la Garde, du 80e régiment de chars et du 215e régiment de chars de la Garde. Les 6e et 215e régiments reçoivent le titre d'unité de la Garde et les décorations respectives des 83e et 85e régiments mécanisés. Le 11 janvier 1965, la division est renommée 90e division de tanks de la Garde (90-я гвардейская танковая дивизия),. Durant toute la période, la division est stationnée en Pologne, à Borne Sulinowo en Poméranie-Occidentale.
En 1985, la 6e division de fusiliers motorisés de la Garde (6-я гвардейская мотострелковая дивизия), stationnée en Allemagne de l'Est (à Bernau bei Berlin), échange son nom complet avec la 90e division de tanks de la Garde : la conversion se fait par échange d'un des régiments de tanks de la seconde par un régiment de fusiliers motorisés de la première.
En mars 1992, la 6e division quitte la Pologne pour la ville de Tver dans le district militaire de Moscou. Dans le cadre du désarmement russe, la division voit fondre ses effectifs, devenant la 166e brigade de fusiliers motorisés de la Garde (166-я отдельная гвардейская мотострелковая бригада) en 1992, puis la 70e base de stockage d'armes et d'équipement de la Garde (70-я гвардейская база хранения вооружения и техники) en 1997, pour être finalement dissoute en 1998. De son côté, la nouvelle 90e division déménage en août 1992 à Rochtchinski dans l'oblast de Samara, devenant en 1997 la 5968e base d'armes et d'équipement de la Garde, qui disparaît en 2005.

## 90edivisionde chars

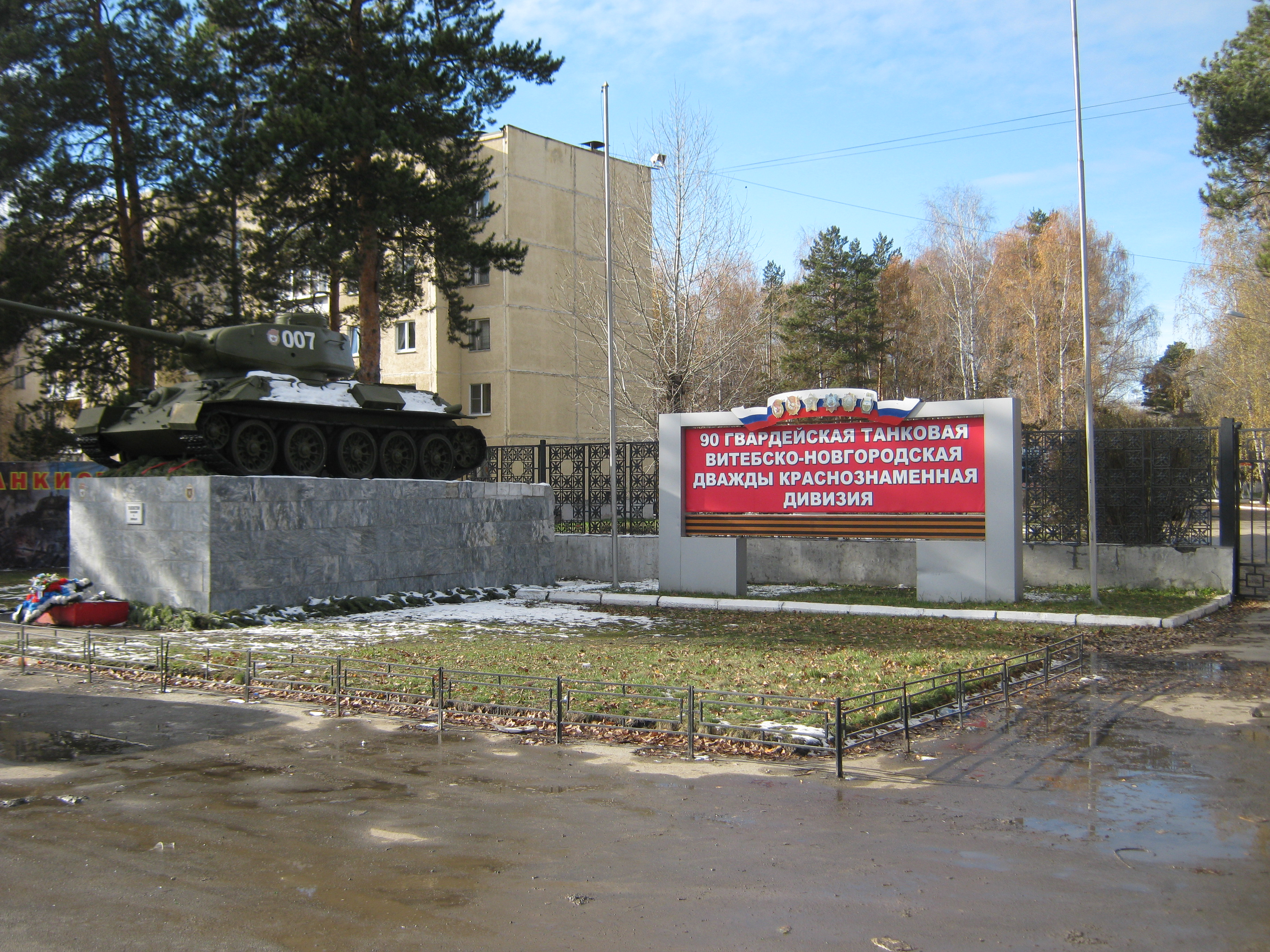
Un T-34 exposé sur un socle à l'entrée de la base de la division à Tchebarkoul (2016).

La 90e division de chars est reformée en décembre 2016 dans le district militaire central, reprenant les traditions des unités antérieures. La division est formée conformément à un ordre du commandant en chef suprême des forces armées russes et à un décret du ministre russe de la Défense du 13 septembre 2016. L'armée russe remet ainsi sur pied trois divisions de chars en une décennie : la 4e de la Garde (en 2013), la 90e de la Garde (en 2016) et la 47e (en 2022), théoriquement destinées à être les pointes d'une offensive.
La division est subordonnée à la 41e armée et est basée dans les oblasts de Tcheliabinsk et de Sverdlovsk. Elle est composée à partir de la 7e brigade de chars de la Garde, renommée 239e régiment de chars de la Garde, et de la 32e brigade de fusiliers motorisés, devenue le 228e régiment de fusiliers motorisés. Pour perpétuer l'héritage du 30e corps de chars des volontaires de l'Oural (en), le bataillon de chars du 228e est désigné sous le nom de bataillon de chars de l'Oural,.
Le 30 juin 2018, un oukase du président Vladimir Poutine confère officiellement les titres honorifiques de la Garde et de « Vitebsk-Novgorod » à la division, tandis que le 6e régiment de chars devient le 6e régiment de chars de la Garde « Lvov » (en référence à l'offensive Lvov-Sandomir), le 400e régiment d'artillerie automoteur recevant le titre honorifique « Transylvanie » (évoquant l'offensive en Roumanie de l'été 1944).

### Composition et équipement
- Unités organiques[23] :
  - 26e bataillon médical ;
  - 30e bataillon de reconnaissance ;
  - 33e bataillon de transmissions ;
  - 351e bataillon du génie ;

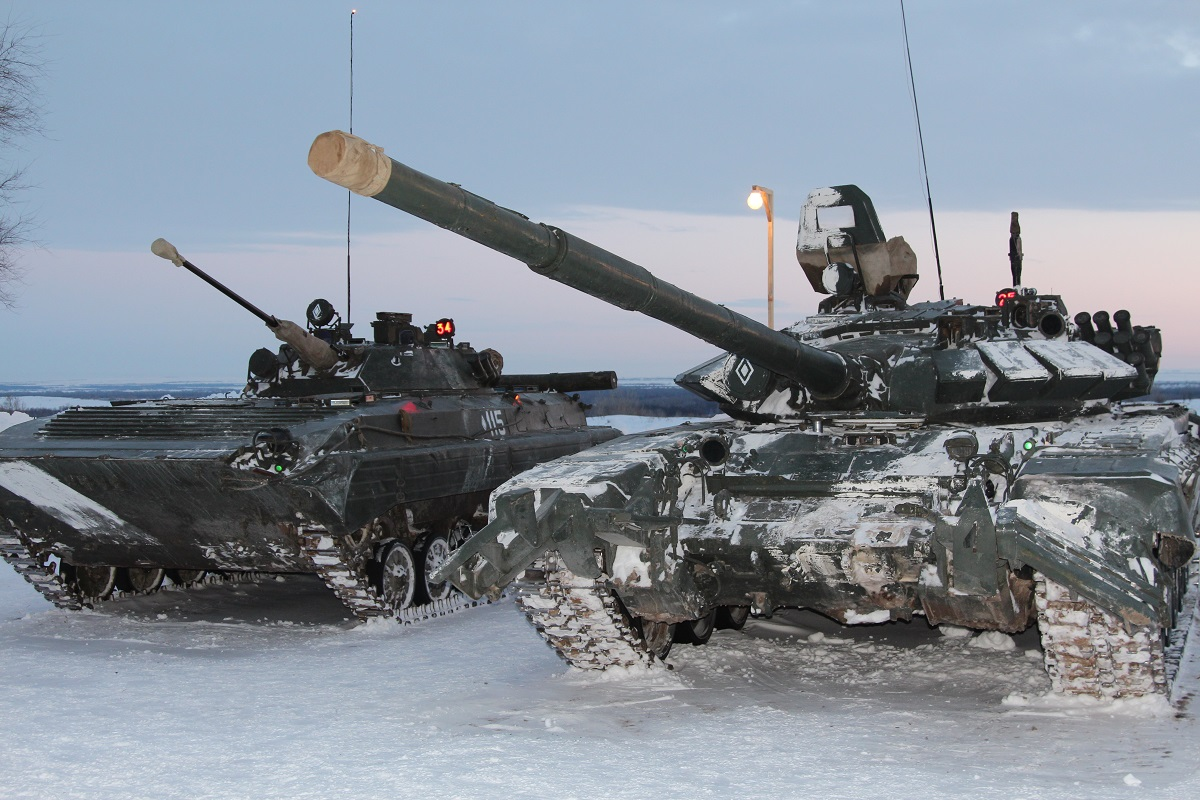
Les deux principaux véhicules de combat de la division : un BMP-2 (armé d'un canon mitrailleur de 30 mm) et un T-72BA (canon de 125 mm à chargement automatique), du de tanks de la Garde.

  - 1122e bataillon de soutien logistique ;
- une compagnie de guerre électronique ;
- une compagnie de défense NBC ;
- 6e régiment de chars de la Garde Lvovski (« de Lvov »)[24], à Tchebarkoul ;
- 80e régiment de chars de la Garde, à Tchebarkoul ;
- 239e régiment de chars de la Garde Orenbourgski kazaki (« des cosaques d'Orenbourg »), à Tchebarkoul ;
- 228e régiment de fusiliers motorisés Leningradsko-Pavlovski (« de Léningrad-Pavlovsk »), à Iekaterinbourg ;
- 400e régiment d'artillerie automotrice de la Garde Transilvanski (« de Transylvanie »)[25], à Tchebarkoul ;
- 288e régiment de missiles antiaériens, à Tchebarkoul.

Équipement en 2018 : T-72A/B/BA/B3, BMP-2, BTR-82A, Grad MLRS, TOS-1, 2S12 et 2S3.

### Commandants
- Colonel Denis Igorevitch Liamine (2016-2017)[27]
- Major-général Viatcheslav Nikolaïevitch Gourov (2017-2019)
- Major-général Vitali Petrovitch Guerassimov (2019-2020)
- Colonel Ivan Mikhaïlovitch Chkanov (septembre 2020 - juillet 2021)
- Colonel Ramil Rakhmatoulovitch Ibatoulline (juillet 2021 - juillet 2023)[28]

### Invasion russe de l'Ukraine
Le 24 février 2022, la division participe (au sein de la 41e armée) à l'offensive de Kiev lors de la phase initiale de l'invasion russe de l'Ukraine au nord-est de Kiev. La 90e division engage deux groupes tactiques de bataillon, impliqués notamment dans la bataille de Brovary, où la division subit des pertes importantes en personnel et en équipement. Le 10 mars 2022, le ministère ukrainien de la Défense signale que le commandant du 6e régiment de chars de la Garde « Lvov », le colonel Andreï Zakharov, a été tué dans la bataille,,,,,.
Fin mars, la division, avec d'autres unités russes, commence une retraite précipitée hors de l'oblast de Kiev. Par la suite, elle est redéployée dans l'est de l'Ukraine, recevant des véhicules de combat de soutien de chars BMPT Terminator pour rejoindre les troupes aéroportées russes engagées dans la bataille de Lyssytchansk.
Le vendredi 9 décembre 2022, le gouvernement britannique sanctionne le commandant de la division (le colonel Ramil Rakhmatoulovitch Ibatoulline) ainsi que 30 autres personnes. Les sanctions, coordonnées avec des alliés internationaux, sont prises pour marquer la Journée internationale de lutte contre la corruption vendredi et la Journée des droits de l'homme samedi[réf. nécessaire].
Le 16 juillet 2023, selon des sources russes, le général de division Ramil Rakhmatullovich Ibatoulline, commandant de la 90e division, est arrêté en raison d'« échecs militaires » lors de la bataille de la ligne Svatove-Kreminna.
Le 30 mars 2024, 36 chars et 12 véhicules de combat d'infanterie du 6e régiment de chars de la Garde, qui dépend de la 90e division, sont lancés dans l'attaque de Tonenke (uk) lors de la bataille d'Avdiïvka.
12 chars et huit véhicules de combat d'infanterie BMP sont détruits par les Ukrainiens de la 25e brigade aéroportée,. Les images de géolocalisation montrent un grand nombre d'équipements détruits et endommagés, et les Russes n’ont pas réussi à percer la ligne de défense ukrainienne. Selon les experts, la répulsion de l'attaque par les forces du bataillon peut indiquer que les réserves opérationnelles accumulées par les troupes russes dans cette zone ne seront pas en mesure de garantir l'avancée des Russes vers l’ouest dans un avenir proche. Pendant ce temps, les forces russes ont fait des avancées confirmées près d'Avdiïvka et au sud-ouest de la ville de Donetsk dans le cadre de batailles de positions continues le long de tout le front,,,.
Durant cette même bataille, la 90e division de chars de la Garde a commencé à utiliser des chars-tortue[réf. nécessaire].
Le 8 juin 2025, le ministère russe de la Défense annonce que la 90e division a atteint les frontières de la république populaire de Donetsk et progresse dans l'oblast de Dnipropetrovsk, une première depuis le début du conflit.